# Arata Furuta
Takefumi Furuta (古田 岳史 Furuta Takefumi?,  Kōbe, Prefectura de Hyōgo, 3 de diciembre de 1965), mejor conocido bajo su nombre artístico de Arata Furuta (古田 新太 Furuta Arata?), es un actor, seiyū y DJ japonés, afiliado a Cube Inc. Furuta estuvo casado alguno años con la también actriz Yayoi Nishihata, con quien tuvo una hija en 1994.

## Filmografía

### Televisión
| Año  | Título                                              | Papel                | Notas     |
| ---- | --------------------------------------------------- | -------------------- | --------- |
| 1993 | Sakura Momoko Land Taniguchi Rokuzō Shōten          |                      |           |
| 1993 | Nichiyō wa Dameyo                                   | Hombre               |           |
| 1997 | Odorudai Sōsasen Saimatsu Tokubetsu Keikai Special  | Ladrón de autos      |           |
| 1997 | Hanshi Chitori Monochō                              |                      |           |
| 1999 | Genroku Ryōran                                      | Yamamuraya Kinbei    |           |
| 1999 | Over Time                                           | Shinohara            |           |
| 1999 | Moero!! Robocon                                     | Manten-san           |           |
| 1999 | Hostess Tantei Kikiippatsu                          | Takurō Honma         |           |
| 1999 | Kao                                                 |                      |           |
| 2000 | Ikebukuro West Gate Park                            | Heavy                |           |
| 2001 | Star no Koi                                         | Mamoru Ushiyama      |           |
| 2002 | Nurse Man                                           |                      |           |
| 2002 | Kisarazu Cat's Eye                                  | Ojī                  |           |
| 2002 | Nemurenu Yoru wo Daite                              | Tadamichi Kuzui      |           |
| 2002 | Boku ga Chikyu wo Suku                              | Korehiro Shibuya     |           |
| 2002 | HR                                                  | Joe Tabuchi          |           |
| 2002 | Home & Away                                         | Camionero            |           |
| 2002 | Koibito wa Sniper                                   | Yakumo               |           |
| 2003 | Boku no Mahou Tsukai                                | Kōji Tamachi         |           |
| 2003 | Kunimitsu no Matsuri                                | Mitsuaki Azuma       |           |
| 2003 | Manhattan Love Story                                |                      | Ep. 1     |
| 2003 | Nikoniko Nikki                                      | Izumi Matsumoto      |           |
| 2003 | Hakoiri Musume                                      | Jūrōta Yamada        |           |
| 2004 | Shinsengumi!                                        | Tōta Arima           |           |
| 2004 | Aatantei Jimusho                                    | Shige                |           |
| 2004 | 30minutes                                           | Invitado             |           |
| 2005 | 87%                                                 | Kōichirō Sugiyama    |           |
| 2005 | Fugō Keiji                                          | Ōkura Kenkichi       |           |
| 2005 | Tiger & Dragon                                      | Maruo Kamigata       |           |
| 2005 | Haruka Seventeen                                    | Takeshi Fukuhara     |           |
| 2005 | Rikon Bengoshi                                      | Takeshi Nakamura     |           |
| 2005 | Karuizawa Mystery                                   | Junji Akashi         |           |
| 2006 | Primadam                                            | Takatarō Manda       |           |
| 2006 | Gal Circle                                          | Geronimo III         |           |
| 2006 | Shimokita Sundays                                   | Nobuaki Shimouma     |           |
| 2006 | Bokutachi no Sensō                                  | Shōri Ojima          |           |
| 2008 | Saitō-san                                           | Masayuki Mochizuki   |           |
| 2008 | Sasaki Fusai no Jingi Naki Tatakai                  | Tetsuo Inoki         |           |
| 2008 | Yume wo Kanae Ruzō: Otoko no Seikō-hen              | Ganesha              |           |
| 2008 | Yume wo Kanae Ruzō: Onna no Shiawase-hen            | Ganesha              |           |
| 2008 | Oh! My Girl!!                                       | Hirofumi Sugawara    |           |
| 2009 | Ikemen Sobaya Tantei                                | Takatarō Manda       |           |
| 2009 | Ikemen Shin Sobaya Tantei                           | Masahiko Ikeda       |           |
| 2009 | Fumō Chitai                                         | Masahiko Ikeda       |           |
| 2010 | Hidarime Tantei EYE                                 | Kunio Ashida         |           |
| 2010 | Hanchō                                              | Yōji Yatabe          |           |
| 2010 | Yankee-kun to Megane-chan                           | Yōichi Kashiwagi     |           |
| 2011 | Yotsuba Jinja Ura Kagyo Shitsuren Hoken: Kokuraseya | Eitarō Tokura/Torako |           |
| 2011 | Yūsha Yoshihiko to Maō no Shiro                     | Bandido E            |           |
| 2011 | Asami Mitsuhiko Series                              | Detective Kobayashi  |           |
| 2011 | Watashi wa Shadow                                   | Jōji Toshima         |           |
| 2011 | Ranma ½                                             | Saotome Genma        |           |
| 2012 | Tonbi                                               | Shōun                |           |
| 2012 | 13-sai no Hello Work                                | Kiyofumi Takano      |           |
| 2012 | Resident: 5-nin no Kenshui                          | Ikuo Tabuchi         |           |
| 2013 | Amachan                                             | Taichi Aramaki       |           |
| 2013 | Osu!! Fundoshi-bu!                                  | Kuruma-senpai        |           |
| 2013 | Machigawarechatta Otoko                             | Yūjirō Sawaki        | Principal |
| 2013 | Furueru Ushi                                        | Tomiyuki Hatta       |           |
| 2014 | Inpei Sōsa                                          | Shuntarō Itami       | Principal |
| 2014 | Long Goodbye                                        | Jōji Kamiido         |           |
| 2014 | Border                                              | Akai                 |           |
| 2014 | Nobunaga Concerto                                   | Hisahide Matsunaga   |           |
| 2014 | Doctor-X: Surgeon Michiko Daimon                    | Kiyoshirō Fujikawa   |           |
| 2015 | Genkai Shūraku Kabushikigaisha                      | Nekosuke Nanbu       |           |
| 2015 | Yami no Bansosha                                    | Daigo Shinji         | Principal |
| 2015 | Risk no Kamisama                                    | Toshio Tanegashima   |           |
| 2016 | Botchan                                             | Yamaarashi           |           |
| 2016 | Kuroi Jukai                                         | Sashiki Hakuun       |           |
| 2016 | Nigeru wa Haji da ga Yaku ni Tatsu                  | Yoritsuna Numata     |           |
| 2016 | Keishichō Nasi Goreng-ka                            | Kanta Ishinabe       |           |
| 2016 | Gokumonjima                                         | Gibei Kitō           |           |
| 2017 | Bokutachi ga Yarimashita                            | Sojūro Wajima        |           |
| 2017 | Shimokitazawa Die Hard                              | Cliente habitual     | Principal |
| 2017 | Minshū no Teki                                      | Kazuhisa Inusaki     |           |
| 2017 | Border: Shokuzai                                    | Akai                 |           |
| 2018 | Yami no Bansosha 2                                  | Daigo Shinji         |           |
| 2019 | Koyoshi no Nyōbō                                    | Katsu Kokichi        |           |
| 2019 | Ore no Sukato, Doko Itta?                           | Nobuo Harada         | Principal |
| 2019 | I Turn                                              | Takeshi Iwakiri      | Principal |

### Películas
| Año  | Título                                         | Papel                           | Notas       |
| ---- | ---------------------------------------------- | ------------------------------- | ----------- |
| 1995 | Gokudō no Tsumatachi: Akaikizuna               | Shinji Gotō                     |             |
| 1996 | Tokiwasō no Seishun                            | Naoya Moriyasu                  |             |
| 1996 | Atlanta Boogie                                 | Matsumoto                       |             |
| 1998 | Junk Food                                      | Yokoyama                        |             |
| 2000 | Gujō Ikki                                      |                                 |             |
| 2002 | Koi ni Utaeba                                  | Anciano                         |             |
| 2002 | Ninpū Sentai Hurricaneger: Shushutto The Movie | Uchū Shinobu Saru Hizal         | Voz         |
| 2003 | Makai Tenshō                                   |                                 |             |
| 2003 | Hard Luck Hero                                 |                                 |             |
| 2003 | Kisarazu Cat's Eye: Nihon Series               | Ojī                             |             |
| 2003 | Shōwa Kayōdai Zenshū                           | Sakaguchi                       |             |
| 2004 | Gege                                           | Hironobu Shimizu                |             |
| 2004 | Koibito wa Sniper                              | Kuhei Yakumo                    |             |
| 2004 | Zebraman                                       | Padre de Nasubiya               |             |
| 2004 | Kurisumasu Kurisumasu                          | Gen Sugisawa                    |             |
| 2005 | Gyakkyou Nine                                  |                                 |             |
| 2005 | Mayonaka no Yaji-san Kita-san                  |                                 |             |
| 2005 | Hold Up Down                                   | Maeda                           |             |
| 2005 | Tokyo Zombie                                   | Ishihara                        |             |
| 2006 | Tokyo Friends: The Movie                       | Takeshi Wada                    |             |
| 2006 | Hana                                           | Sadashiro                       |             |
| 2006 | Yōki na Gyangu ga Chikyū o Mawasu              | Tanaka                          |             |
| 2006 | Kisarazu Cat's Eye: World Series               | Ojī                             |             |
| 2007 | Kain no Matsuei                                | Ke                              |             |
| 2007 | Apartment 1303                                 | Detective Sakurai               |             |
| 2007 | Sidecar ni Inu                                 | Makoto Kondo                    |             |
| 2007 | Hero                                           | Gōda Hidetsugu                  |             |
| 2008 | Kakushi Toride no San Akunin                   | Comerciante de esclavos         |             |
| 2008 | Kung Fu Kid                                    | Miyasaka Ken'nosuke             |             |
| 2008 | Komori Seikatsu Kojo Club                      | Masa Komori                     |             |
| 2009 | 20th Century Boys 2: The Last Hope             | Mio Haruna                      |             |
| 2009 | 20th Century Boys 3: Redemption                | Mio Haruna                      |             |
| 2010 | The Seaside Motel                              | Katsutoshi Ōta                  |             |
| 2010 | 13 asesinos                                    | Sahara Heizō                    |             |
| 2011 | Mainichi Kasan                                 | Gonzo                           |             |
| 2011 | Ninja Kids!!!                                  | Anciana en la cafetería         |             |
| 2012 | Tatoeba Remon                                  | Ishiyama                        |             |
| 2013 | Space Pirate Captain Harlock                   |                                 |             |
| 2014 | Typhoon Ikka                                   | Mori Kuniyoshi                  |             |
| 2015 | April Fools                                    | Dueño de tienda de hamburguesas |             |
| 2016 | Nobunaga Concerto                              | Hisahide Matsunaga              | [ 2 ]       |
| 2016 | Too Young to Die! Wakakushite Shinu            | Director Enma                   | [ 3 ] [ 4 ] |
| 2016 | Shin Godzilla                                  | Policía                         | [ 5 ]       |
| 2016 | Chōkōsoku! Sankin Kōtai                        | Tadasuke Ooka                   | [ 6 ]       |
| 2016 | The Mole Song 2: Hong Kong Capriccio           | Momoji Sakuraba                 |             |
| 2017 | Asura Girl: A Blood-C Tale                     | Amakasu                         |             |
| 2017 | Destiny: The Tale of Kamakura                  |                                 |             |